# 點斑矛麗魚
點斑矛麗魚，為輻鰭魚綱鱸形目隆頭魚亞目慈鯛科的其中一種，分布於南美洲巴西及烏拉圭的Laguna dos Patos與Lagoa Mirim盆地的淡水流域，體長可達22.3公分，棲息河川中底層水域，生活習性不明。

## 擴展閱讀
維基物種上的相關：點斑矛麗魚